# The Acid House
The Acid House è un film del 1998 diretto da Paul McGuigan, tratto dall'omonima raccolta di racconti dello scrittore scozzese Irvine Welsh, che ne ha anche steso la sceneggiatura.

## Trama
Il film tratta tre diverse storie. Nella prima, il protagonista è un ragazzo (Boab) che, nel giro di poco tempo, deve affrontare eventi avversi: viene cacciato dalla squadra di calcio, mandato via di casa dai genitori, lasciato dalla fidanzata, licenziato dal lavoro, arrestato e pestato in carcere. In seguito a queste disavventure si ubriaca in un bar, dove incontra Dio, nelle vesti di uomo barbuto accanito bevitore, che lo rimprovera di tutti i suoi sbagli e lo trasforma in una mosca. Con queste sembianze, il ragazzo si vendica: avvelena con le sue zampette il cibo di tutti quelli che l'hanno trattato male uccidendoli, per poi venire ucciso a sua volta dalla madre con un giornale.
La seconda storia vede come protagonista il neomarito di una donna libertina (Johnny e Catriona), la quale lo tradisce senza sosta con il vicino di casa (Larry); il coniuge, a causa di un buco fra i due appartamenti, è costretto a subire l'umiliazione del tradimento. Alla fine però quest'ultima verrà perdonata e il protagonista la riprenderà con sé.
La terza storia ha come protagonista un ragazzo (Coco) che, dopo aver preso dell'LSD ed essere stato colpito da un fulmine, subisce uno scambio di personalità con un neonato appartenente ad una famiglia borghese; la storia termina con i protagonisti che riprendono le proprie personalità.

## Critiche
In Italia il film è stato distribuito con ritardo. La distribuzione italiana ha tentato un rilancio promozionale facendolo passare come seguito non ufficiale di Trainspotting, grazie anche alla presenza nel cast di Ewen Bremner e Kevin McKidd, già protagonisti della precedente pellicola, e di Irvine Welsh in qualità sia di autore del libro da cui la pellicola è stata tratta sia di sceneggiatore. Lo stesso Welsh compare in un cameo nel ruolo di uno spazzino.

## Riconoscimenti
- Fantasporto:
  - AMC Audience Award (Paul McGuigan)
  - Méliès d'argento
  - International Fantasy Film Award - miglior attore (ex aequo Gary McCormack e Kevin McKidd)
- Stockholm Film Festival
  - FIPRESCI Prize (Paul McGuigan)